# Tsugaru Yasuchika
Tsugaru Yasuchika est un nom japonais traditionnel ; le nom de famille (ou le nom d'école), Tsugaru, précède donc le prénom (ou le nom d'artiste).
Tsugaru Yasuchika (津軽 寧親, 8 mars 1765-30 juillet 1833) est le 9e daimyō du domaine de Hirosaki au nord de la province de Mutsu dans le Honshū (actuelle préfecture d'Aomori du Japon). Son titre de courtoisie, initialement Dewa-no-kami, est plus tard élevé à Saikyo daiyu.

## Biographie
Tsugaru Yasuchika est le fils ainé de Tsugaru Akitaka, 5e daimyo du domaine de Kurosaki, propriété de hatamoto d'une valeur estimée à 4 000 koku, créée pour le deuxième fils de Tsugaru Nobuhira. Lorsque Tsugaru Nobuakira, 8e daimyō du domaine de Tsugaru meurt sans héritier, il est adopté à titre posthume pour maintenir la lignée de Tsugaru, et transmet la propriété de Kurosaki à son propre fils aîné. Yasuchika met en œuvre de nombreuses réformes engagées par Nobuakira afin de rétablir la prospérité du domaine sujet aux catastrophes, y compris en engageant beaucoup de ses samouraïs vers l'agriculture à temps partiel pour maintenir leurs revenus.
En 1805, le shogunat Tokugawa charge le domaine de Tsugaru de la responsabilité du maintien de la sécurité d'Ezo, région qui englobe alors vaguement l'actuelle île de Hokkaidō, l'île de Karafuto et le sud des îles Kouriles. En retour, les revenus du domaine sont augmentés de 70 000 à 100 000 koku et Kuroishi accède au plein statut de han. Toutefois, l'augmentation des revenus est bien moindre que les frais d'envoi de troupes et de maintien de garnisons dans les vastes étendues des îles du Nord et l'augmentation de la fiscalité locale conduit à des révoltes paysannes généralisées en 1813. L'insatisfaction croissante avec sa direction culmine avec l'incident de Soma Daisaku de 1821, tentative d'assassinat contre sa personne. En 1825, Yasuchika transmet la direction du domaine à son second fils et prend sa retraite. Il décède à la résidence d'Edo du domaine en 1833.

## Source de la traduction
- (en) Cet article est partiellement ou en totalité issu de l’article de Wikipédia en anglais intitulé « Tsugaru Yasuchika » (voir la liste des auteurs).